# Иво Андрич
 Иво Андрич (на хърватски: Ivo Andrić; на сръбски: Иво Андрић) е най-значимият писател от бивша Югославия през ХХ век.
Той започва да твори в навечерието на Първата световна война в духовния климат на „втората модерна“ вълна, преминава през бурния период на „следвоенния модернизъм“, за да се утвърди най-пълно през периода на обновения реализъм през 30-те и 40-те години на XX век.

## Биография

### Детство и образование
Иво Андрич е роден на 9 октомври 1892 г. в село Долац в община Травник, тогава в Австро-Унгария (днес Босна и Херцеговина). Син е на Антун Андрич, служител, и Катарина Андрич, по баща Пеич. Родителите на Андрич са католици, хървати от Сараево: семейството на баща му от десетилетия е свързано с този град, в който по традиция се занимава със златарския занаят. Впоследствие Андрич, въпреки корените си, започва да се идентифицира като сърбин. Освен практикуване на един и същ занаят, членовете на фамилията Андрич са свързани и от общата зла орисия – туберкулозата: много от предците на писателя, включително всички негови чичовци, са покосени на млади години от нея, а самият Андрич остава без баща на 2-годишна възраст.
Сблъсквайки се с безпаричието, Катарина Андрич дава за отглеждане единственото си дете на Ана – сестрата на мъжа си, и на мъжа ѝ Иван Матковшик във Вишеград. В града, който повече от което и да било друго място, ще бележи неговото творчество, гледайки стройните колони на моста на Дрина, Андрич завършва основно училище, а след това се връща при майка си в Сараево, където през 1903 г. се записва в Голямата гимназия – най-старото средно училище в Босна и Херцеговина.
През гимназиалните си години Андрич започва да пише поезия и през 1911 г. публикува в „Босанска вила“ първото си стихотворение „В сумрак“. Като гимназист Андрич е пламенен поборник за обединение на южните славяни, член е на националното движение „Млада Босна“ и страстен борец за освобождаване на южнославянските народи от властта на Австро-унгарската монархия.
След като получава стипендия от хърватското културно-просветно дружество „Напредък“, през октомври 1912 г. Андрич започва да следва във Философския факултет на Кралския университет в Загреб. В града на Сава той, покрай ученето, посещава и салони, където се сближава със загребската интелигенция, от която е и 20 години по-възрастният от него Антун Густав Матош, който му оказва особено голямо влияние.
През следващата година се прехвърля във Виена, където слуша лекции по история, философия и литература. Виенският климат не му понася и той, наследствено обременен със слаби бели дробове, често боледува от пневмония. Обръща се за помощ към своя гимназиален учител и благодетел Тугомир Алаупович и още на следващата година се прехвърля във философския факултет на Ягелонския университет в Краков. Интензивно учи полски език, запознава се с културата и слуша лекции от прочути професори. През цялото време пише рефлексивни „стихотворения в проза“, а през юни 1914 г. Дружеството на хърватските писатели в Загреб му публикува 6 стихотворения в проза в обзорния алманах „Хърватска млада лирика“.

### Първа световна война
На Видовден, 28 юни 1914 г., при вестта за сараевския атентат и гибелта на ерцхерцога Франц Фердинанд Андрич опакова оскъдния си студентски багаж и напуска Краков: потиснатият инстинкт на революционер го кара да се върне в родината, на историческата сцена. Веднага след пристигането му в Сплит в средата на юли австрийската полиция го арестува и го отвежда първо в затвора в Шибеник, а след това – в Марбург (Марибор), където ще остане като политически затворник до март 1915 г. Между стените на марбургската тъмница, в мрака на единичната килия, „принизен до скот“, Андрич интензивно пише стихотворения в проза.
След излизане от затвора Андрич е изпратен в лагерите в Овчарево и Зеница, където остава до лятото на 1917 г. Поради повторно белодробно заболяване веднага заминава на лечение в Загреб, в прочутата Болница на милосърдните сестри, сборно място на хърватската интелигенция, която се крие от участие във войната на страната на Австро-Унгария. Тук Иво Андрич, заедно с граф Иво Войнович, посреща общата амнистия и активно се включва в подготовката на първия брой на списание „Književni jug“ (Литературен юг).
Същевременно внимателно довършва книгата си със стихове в проза, която бива издадена под заглавие „Ex Ponto“ в Загреб през 1918 г. с предговор от Нико Бартулович. В Загреб го заварва рухването на Австро-унгарската империя, а след това и обединението и създаването на Кралството на сърби, хървати и словенци. В дните, които непосредствено предшестват формалното обединение, в текста „Неканените нека мълчат“, публикуван в загребския в. „Новости“, Андрич остро отговаря на първите симптоми на раздор в държавата, която още не е била създадена, и призовава към единство и разум.
Недоволен от атмосферата в Загреб, Андрич отново моли за помощ д-р Тугомир Алаупович и от началото на октомври 1919 г. започва да работи като чиновник в Министерството на вероизповеданията в Белград. Съдейки от писмата, които пише на приятели, Белград сърдечно го приема и той интензивно участва в литературния живот на столицата, дружейки с Милош Църнянски, Станислав Винавер, Сима Пандурович, Сибе Миличич, които се събират в кафене „Москва“.

### Дипломатическа кариера
Още в началото на 1920 г. Андрич започва своята много успешна дипломатическа кариера с назначаването му в Посолството във Ватикана. Същата година загребското издателство „Кугли“ публикува неговата нова сбирка със стихотворения в проза „Неспокойства“, а издателят Светислав Б. Цвиянович от Белград отпечатва разказа му „Пътят на Алия Джерзелез“.
От есента на 1921 г. Андрич е назначен за чиновник в Генералното консулство на Кралството на сърби, хървати и словенци в Букурещ, а същата година започва да сътрудничи на „Srpski književni glasnik“ (Сръбски литературен вестник), като в бр. 8 публикува разказа „Чоркан и немкинята“ (Ćorkan i Švabica).
През 1922 г. е прехвърлен на работа в Консулството в Триест. През същата година отпечатва още 2 разказа („По време на лагеруването“ и „Жената от слонова кост“), цикъла стихотворения „Какво си мечтая и какво ми се случва“ и няколко литературни отзиви. В началото на 1923 г. е вицеконсул в Грац.
Тъй като няма завършено висше образование, го заплашва уволнение от Министерството на външните работи. Между възможностите да се дипломира с държавен изпит или със защита на докторат Андрич избира втората и през есента на 1923 г. се записва във Философския факултет в Грац. През същата година Андрич публикува и няколко разказа, някои от които се нареждат сред неговите най-значителни прозаични творби: „Мустафа Маджар“, „Любов в градчето“ (Ljubav u kasabi), „В мусафирханата“ (U musafirhani) и „Ден в Рим“. През юни 1924 г. защитава в Грац докторска теза „Влиянието на турското владичество върху развитието на духовния живот в Босна“.
На 15 септември 1924 г., тъй като е защитил докторат, получава право да се върне на дипломатическа служба. В края на годината бива прехвърлен в Белград, в Политическия отдел на Министерството на външните работи. През същата година се появява и първият сборник с разкази на Андрич, издаден от Сръбската литературна задруга (Srpska književna zadruga), в който, освен някои от вече публикуваните в списания, влизат и някои нови разкази – „В зандана“ и „Бреговете на Ързав“. По предложение на Богдан Попович и Слободан Йованович през 1926 г. Иво Андрич бива приет за член на Сръбската академия на науките и изкуствата, а същата година в „Srpski književni glasnik“ публикува разказите „Мара метресата“ (Mara milosnica) и „Чудо в Олово“.
През октомври е назначен за вицеконсул в Генералното консулство на Кралство Югославия в Марсилия. През следващата година е командирован за 3 мес. в Генералното консулство в Париж: почти цялото си свободно време в Париж Андрич прекарва в Националната библиотека и Архива на Министерството на външните работи, проучвайки историческите материали за Босна от началото на 19 век и четейки кореспонденцията на Пиер Давид, френския консул в Травник.
От пролетта на 1928 г. е назначен за вицеконсул в Посолството в Мадрид. През същата година публикува разказите „Улулици“ (Olujaci), „Изповед“ и „Моста на Жепа“. В средата на следващата година е прехвърлен в Брюксел на мястото на секретар на посолството, а в „Srpski književni glasnik“ се появява неговото есе „Гоя“.
От 1 януари 1930 г. започва да работи като секретар на постоянното представителство на Кралство Югославия към Обществото на народите в Женева. Същата година публикува есе за Симон Боливар, разказа „При казана“ и текста „Учителят Любомир“.
В Белград през следващата (1931) г. Сръбската литературна задруга издава и втора книга с негови разкази, в която освен разказите, публикувани по-рано в различни списания, за пръв път се отпечатва без съкращения „Времето на Аника“, а в календара-алманах на сараевското издателство „Просвета“ се появява пътеписът „Португалия, зелена страна“. През 1932 г. Андрич публикува разказите „Смърт в Синановата текия“, „На лодката“ и записките „Летейки над морето“.
През март 1933 г. се връща в Белград като съветник в Министерството на външните работи. И макар да пише интензивно, през тази година публикува само разказа „Напаст“ и няколко записки. На 14 ноември същата година в писмо до Миховил Комбол отказва да публикуват стихотворенията му в Антологията на новата хърватска лирика: „Никога не бих могъл да участвам в една публикация, от която по принцип ще бъдат изключени други наши, близки за мен поети, само затова, че са от друго вероизповедание или са родени в друг край. Това не е мое верую от вчера, а от ранната ми младост, а сега, в зрелите години, такива основни ценности не се променят“.
През следващата година е повишен в съветник от 4 група 2-ра степен на Министерството на външните работи. Става редактор на „Srpski književni glasnik“ и в него публикува разказите „Улулици“, „Жажда“ и първата част на триптиха „Елена, жената която не съществува“. Става началник на политическия отдел на Министерството на външните работи и живее в хотел „Екселсиор“. Отпечатва разказите „Байрон в Синтра“, „Деца“, есето „Разговор с Гоя“ и един от своите най-значителни литературно исторически текстове – „Негош като трагически герой на косовската мисъл“. През следващата година Сръбската литературна задруга отпечатва друга книга с разкази, в която сред онези, публикувани в списанията, се намират и разказите „Мила и Прелац“ и „Сватба“.
Дипломатическата кариера на Андрич продължава във възходяща линия и през ноември 1937 г. бива назначен за заместник-министър на външните работи. През същата година получава високи държавни отличия от Полша и Франция: Орден на висш командир на обновена Полша и Орден на висш офицер от Почетния легион. Макар и зает с дипломатическа служба, Андрич публикува през тази година разказите „Труп“ (Trup) и „Образи“ (Likovi), а освен това във Виена събира материали за консулските времена в Травник, като проучва в Държавния архив докладите на австрийските консули в Травник от 1808 до 1817 г. – Паул фон Митезер и Якоб фон Паулич. В началото на 1938 г. се появява първата монография за Андрич, написана от д-р Никола Миркович.
Дипломатическата кариера на Иво Андрич бележи връх през 1939 г.: на 1 април е публикувано съобщение, че е назначен за пълномощен министър и извънреден посланик на Кралство Югославия в Берлин. Андрич пристига в Берлин на 12 април, а на 19 април предава акредитивните си писма на канцлера на Райха Адолф Хитлер.
През есента, след като германците окупират Полша и много учени и писатели са отведени в лагерите, Андрич се намесва пред германските власти, за да бъдат спасени от лагерите. Обаче политиците в Белград не разчитат винаги на своя посланик и много от контактите с германските власти се осъществяват без посредничеството на Андрич. Писателят продължава да публикува: разказа „Чаша“ и записките „Пътеки“ и „Вино“ излизат в „Srpski književni glasnik“ през 1940 г.
През ранната пролет на 1941 г. Андрич подава оставка пред властите в Белград: „...Днес на първо място служебни, а след това – и лични, многобройни и императивни причини, ми налагат да помоля да бъда освободен от тази длъжност и възможно най-скоро да бъда изтеглен от сегашния си пост...“ Неговата оставка не е приета и на 25 март във Виена, като официален представител на Югославия, присъства на подписването на Тройния пакт. Ден след бомбардирането на Белград – на 7 април 1941 г., Андрич, заедно с персонала на Посолството, напуска Берлин. След това отхвърля предложението на германските власти да отиде в по-безопасната Швейцария, но без останалите членове на Посолството и техните семейства: той избира завръщане в окупирания Белград.
През ноември е пенсиониран, но отказва да получава пенсията. Живее в уединение на улица Призренска, като квартирант на адвоката Брана Миленкович. Отказва да подпише Апела към сръбския народ, с който се осъжда съпротивата срещу окупатора. Отказва също така във времето, когато „народът се мъчи и страда“ Сръбската литературна задруга да публикува негови разкази. В тишината на своята квартира той пише първо „Травнишка хроника“ (Travnička hronika), а в края на 1944 г. завършва „Мостът на Дрина“ (Na Drini ćuprija). И двата романа ще публикува в Белград няколко месеца след завършване на войната, а в края на 1945 г. в Сараево излиза романът му „Госпожица“ (Gospođca).

### След Втората световна война
През първите следвоенни години става председател на Съюза на писателите на Югославия, заместник-председател на Дружеството за културно сътрудничество със Съветския съюз и делегат на III заседание на Регионалното антифашистко събрание за народно освобождение на Босна и Херцеговина (ZAVNOBIH). През 1946 г. живее в Белград и Сараево, става редовен член на Сръбската академия на науките и изкуствата. През същата година между другото публикува и разказите „Малтретиране“ (Zlostavljanje) и „Писмо от 1920 година“.
През следващата година става член на Президиума на Народното събрание на НР Босна и Херцеговина и публикува „Притча за слона на везира“ (Priča o vezirovom slonu), няколко текста за Вук Караджич и Петар Петрович Негош, а през 1948 г. за пръв път отпечатва „Притча за селяка Симан“ (Priča o kmetu Simanu).
През следващите няколко години активно се занимава с обществена дейност, изнася лекции, говори на обществени събрания, като член на делегации пътува до Съветския съюз, България, Полша, Франция, Китай. Публикува предимно кратки текстове, откъси от повести, разказите „Бюфет ‘Титаник’“ (1950), „Знаци“ (1951), „На слънчевата страна“, „На брега“, „Под Грабич“, „Зеко“ (1952), „Аска и вълкът“, „Неспокойна година“, „Лица“ (1953).
През 1954 г. става член на Съюза на комунистите на Югославия. Пръв подписва Новосадския договор за сърбохърватския книжовен език. През същата година Матица сръбска отпечатва „Прокълнатия двор“ (Prokleta avlija), а разказът „Игра“ се появява през 1956 г.
През 1958 г., на 66-годишна възраст, Иво Андрич се жени за дългогодишната си любов Милица Бабич, костюмографка в Народния театър в Белград, вдовица на Ненад Йованович. С жена си се премества в първия си апартамент на улица Пролетерских бригада 2а. През същата година публикува разказите „Панорама“, „В конфликт със света“ (U zavadi sa svetom) и единствения предговор, който изобщо написва за нечия книга: към книгата „Некролог на една чаршия“ на Зуко Джумхур.
„За епическата сила“, с която е „оформил мотивите и съдбите от историята на своята страна“, Иво Андрич получава през 1961 г. Нобелова награда. С беседата си „За разказа и разказването“ (O priči i pričanju), в която е изложено неговото писателско верую, на 10 декември 1961 г. той благодари за признанието.
Въпреки че произведенията му дотогава са превеждани на много езици, след връчване на наградата започва големият интерес на света към творчеството на писателя от Балканите, като неговите романи и разкази се печатат на повече от 30 езика. Макар че отказва на много покани, през тези години Андрич посещава Швеция, Швейцария, Гърция, Египет. Цялата сума от Нобеловата награда подарява на 2 части на библиотечния фонд на Босна и Херцеговина. Освен това много често участва в акции за събиране на помощи за библиотеките и дава пари за хуманитарни цели.
През 1963 г. Обединените издателства (Prosveta, Mladost, Svjetlost и Državna založba Slovenije) публикуват първите събрани съчинения на Иво Андрич в 10 тома. През следващата година посещава Полша, където в Краков бива обявен за почетен доктор на Ягелонския университет. Пише много малко, но книгите му се препечатват в страната и в чужбина. През март 1968 г. жена му Милица почива в семейната им къща в Херцег Нови.
През следващите години Андрич свежда до минимум своята обществена активност, много чете и малко пише. Здравето му постепенно се влошава и той често посещава болници и балнеосанаториуми за лечение.
На 13 март 1975 г. света напуска един от най-големите творци на сръбски език, писател със сила да създава митове и мъдър хроникьор на балканския „караказан“.

## Посмъртно признание
В негова чест режисьорът Емир Костурица, който е голям почитател на писателя, изгражда във Вишеград, в близост до моста на Дрина, обособена част от града, наречена „Андричград“ или „Каменград“. В него са издигнати много сгради в различен стил и от различна епоха, от средновековна крепост до модерна сграда. Там се намира и Институтът „Иво Андрич“.